# Deutscher Seetransportchef Italien
Der Deutsche Seetransportchef Italien war eine Kommandobehörde der deutschen Kriegsmarine im Zweiten Weltkrieg.
Die Dienststelle mit dem Stabsquartier in Rom, später Wechsel nach Rapallo, wurde im Januar 1941 als Chef der Seetransportstellen im Ausland und Verbindungsoffizier zum Marineverbindungsstab Rom gebildet und im November 1941 in Deutscher Seetransportchef Italien umbenannt. Fachlich war sie dem Oberkommando der Marine, truppendienstlich dem Deutschen Marineverbindungsstab und später kurz dem Deutschen Marinekommando Italien unterstellt. Dem Seetransportchef unterstanden die deutschen Handelsschiffe, die mit 178.000 BRT für die Logistik im Mittelmeer und den Nachschub des Afrikakorps eingesetzt waren. Außerdem befehligte er die Landungsflottillen und die 1. Marine-Bordflak-Abteilung Süd. Ebenso waren ihm die Seetransportstellen in Italien und in Nordafrika zugeteilt. Die Dienststelle wurde zur Jahreswende 1943/1944 aufgelöst.

## Befehlshaber
- Kapitän zur See/Konteradmiral Günther Horstmann, ab Januar 1941
- Kapitän zur See Conrad Engelhardt, ab März 1943